# Bredenbek (Rönne)
Die Bredenbek (norddeutsch aus breed, breit und bek, Bach) ist der einzige Nebenfluss der Rönne und gehört zum Flusssystem der Alster. Sie  entspringt in Kisdorf im Kreis Segeberg und mündet in Wakendorf II in die Rönne.

## Verlauf
Die Quelle der Bredenbek liegt in den Wiesen nördlich des Gräbenhorst im südlichen Kisdorf, etwa 80 Meter östlich von Henstedt-Ulzburg. Sie fließt 1,5 km beständig etwa 200 m nördlich der Kisdorf-Henstedt-Ulzburger Grenze nach Osten, bis sie in den Segeberger Staatsforst Endern eintritt. Diesen durchfließt sie auf einer Länge von 1,3 km; nach 700 m vereinigt sie sich mit einem Nebenbach aus dem Südteil des Waldes. Nachdem sie aus dem Wald austritt, wird sie für ca. 650 m zum Grenzfluss zwischen Kisdorf und Henstedt-Ulzburg, dabei unterfließt sie den Düvelsbarg. Dann fließt die Bredenbek für etwa 150 m durch Henstedt-Ulzburger Gemeindegebiet und wird danach für ca. 350 m zum Grenzfluss zwischen Henstedt-Ulzburg und Wakendorf II. In Wakendorf II knickt sie nach Südosten ab und unterfließt nach 225 Metern die Kisdorfer Straße, 500 m weiter erst den Korl-Barmstedt-Weg und dann den Spannweg und nach weiteren 580 m die Naher Straße. Hier fließt sie nach 950 m in die Rönneniederung, Teil des Naturschutzgebiets Oberalsterniederung. Dort biegt sie nach Süden ab und mündet nach 660 Metern in die Rönne, die den Grenzfluss zwischen Wakendorf II und Nahe bildet. Die Rönne fließt durch das Wakendorfer Moor und mündet 600 m weiter bei Naherfurth in die Alster.
Die Bredenbek ist nicht schiffbar. Insgesamt kreuzt sie elf Straßen und größere Wege; in sie münden insgesamt elf kleinere Bäche und Gräben.

## Einzelnachweis
1. ↑  Alle Angaben stammen von Google Maps und OpenStreetMap.